# Richmond Arquette
Richmond Arquette (New York, 21 agosto 1963) è un attore statunitense.

## Biografia
Figlio degli attori Lewis Arquette e Brenda Denaut, è il secondo di cinque fratelli. È infatti il fratello di Rosanna, Patricia, Alexis e David, anche loro attori.

## Filmografia parziale

### Cinema
- Seven (Se7en), regia di David Fincher (1995)
- Gridlock'd - Istinti criminali (Gridlock'd), regia di Vondie Curtis-Hall (1997)
- Fine della corsa (Trading Favors), regia di Sondra Locke (1997)
- Allarme mortale (Life During Wartime), regia di Evan Dunsky (1997)
- Kiss & Tell, regia di Jordan Alan (1997)
- Fight Club, regia di David Fincher (1999)
- Scream 3, regia di Wes Craven (2000)
- Impatto letale (The Heist), regia di Kurt Voss (2000)
- Illusion, regia di Michael A. Goorjian (2004)
- The Darwin Awards - Suicidi accidentali per menti poco evolute (The Darwin Awards), regia di Finn Taylor (2006)
- Halloween - The Beginning (Halloween), regia di Rob Zombie (2007)
- Zodiac, regia di David Fincher (2007)
- Un amore di testimone (Made of Honor), regia di Paul Weiland (2008)
- Il curioso caso di Benjamin Button (The curious case of Benjamin Button), regia di David Fincher (2008)
- Smashed, regia di James Ponsoldt (2012)

### Televisione
- CSI: Miami – serie TV, episodio 9x11 (2011)

## Doppiatori italiani
Nelle versioni in italiano delle opere in cui ha recitato, Richmond Arquette è stato doppiato da:
- Vittorio De Angelis in Seven
- Massimo Lodolo in Kiss & Tell
- Carlo Scipioni in Detective Monk
- Mauro Magliozzi in CSI: Miami
- Achille D'Aniello in Prison Break
- Stefano Alessandroni in Criminal Minds